# Övraby distrikt, Skåne
Övraby distrikt är ett distrikt i Tomelilla kommun och Skåne län. 
Distriktet ligger söder om Tomelilla. 

## Tidigare administrativ tillhörighet
Distriktet inrättades 2016 och utgörs av socknen Övraby i Tomelilla kommun. 
Området motsvarar den omfattning Övraby församling hade 1999/2000.